# Braunia arbuscula
Braunia arbuscula är en bladmossart som beskrevs av Gepp in Hiern 1901. Braunia arbuscula ingår i släktet Braunia och familjen Hedwigiaceae. Inga underarter finns listade i Catalogue of Life.